# Dalgas (Skive)
 For alternative betydninger, se Dalgas. (Se også artikler, som begynder med Dalgas)
Dalgas er en bydel i det sydvestlige Skive. Bydelen strækker sig langs Dalgas Allé, og er primært et boligområde, med en række handels- og uddannelsesmuligheder. Dalgas er opdelt i to dele gennem Dalgas Allé. Den østlige del består af 12 blokke startende mod nord, efterfulgt af Dalgasparken som består af 9 blokke, og sidst med 8 boligblokke som en del af Jægerparken. Næsten alle blokkene ligger under AAB boligudlejning, med sammenlagt over 400 boliger.
Den vestlige del af bydelen består af villakvarter grænsende op til Karup Å, med omkring 600 villaer, række- og gårdhuse, samt enkelte punkthuse. Lokalt omtales dette område som "vængerne", grundet navngivning på alle villavejene som ender på "vænget". Sammenlagt er der ca. 1000 boliger i hele Dalgas.
Den nordlige og vestlige del af Dalgas grænser op til Ådalen i Skive, som deler Skive by op i 2 dele. Den nordlige og vestlige, samt lidt af den sydlige del af Dalgas er derfor rig på natur og fugleliv.
Langs den vestlige del af bydelen er der stiforbindelse fra Skive enge til Bilstrup sydvest fra bydelen, med smukke solnedgange året rundt. Midt i området ligger:
VIA University College og VIA Læreruddannelsen i Skive

Ådalsskolen, folkeskole til 6. klassetrin (tidligere kendt som Dalgasskolen)

I området er der yderligere en langt række uddannelsesmuligheder med et campusområde beliggende øst i området. Her finder man b.la:
Erhvervsakademi Dania

Skive College (fusion mellem Skive Tekniske Skole, Skive Handelsskole, Skive Teknisk gymnasium og en række erhvervsuddannelser)

10. klasse-center Skive (kendt som TI'eren)
Der er 2 butikstorv beliggende i området. I den nordlige del ligger Dalgas butikstorv med slagter, bodega, bazar og supermarkedet Fakta. Det andet butikstorv ligger i den sydlige del, med en kiosk og pizzeria.
Syd og øst for Dalgas ligger Erhvervsområde Egeris Nord og Syd med industrivirksomheder, Kulturcenter Limfjord med biograf, kulturtilbud og svømmehal, Egeris Idrætsanlæg med boldbaner for Skive IK, og Skive-hallerne.
Dalgas ligger i Egeris Sogn.